# SUMMER SONIC
SUMMER SONIC（サマー・ソニック）は、毎年8月上旬から中旬の間で2日間、土曜・日曜に千葉（2000年のみ山梨）と大阪で開催される都市型音楽フェスティバルである。略称はサマソニ。企画・運営はクリエイティブマンプロダクション。

## 概要
2000年より開催されている。初年度の2000年は山梨と大阪、2001年以降は千葉と大阪の2箇所で同時開催され、出演アーティストを入れ替えるという手法がとられている。これはイギリスのレディング&リーズ・フェスティバルの形式を採用したものである。また、東日本の会場は千葉県（初回のみ山梨県）だが、東京会場と称される。
コンセプトは当初から「日帰りでも気軽に行ける」という「都市型夏フェス」を掲げている。
出演ジャンルの傾向について、当初は洋楽のロックを中心としていたが、音楽ファンの嗜好変化・多様化に合わせてなんでもあり化しており、2000年代後半以降は規模の拡大と共にJ-POP・アイドルユニットも出演している。中高生向けのポップパンクから高齢のベテランミュージシャンまで出演する。
観客の年齢層の傾向は、当初20代と30代が中心だったが、音楽ジャンルの多様化によって幅広い層が参加するようになり、2010年代では10代から40代ぐらいまで均等に幅広く参加している状況である。また、10代も参加しやすい「敷居の低さ」も目指している。
動員数について、幕張移動後で最初は1日3万人程度の規模を想定していたが、2010年代では2日間で約12万～13万人となっており、運営側では観客の居心地の良さや活動しやすい環境を考慮して1日5万～6万人、2日で10万～12万人を目安に設定している。
ヘッドライナーは著名な外国人ミュージシャンが多く、最年少は2007年のアークティック・モンキーズ。2019年は開催20周年を迎え「日本人アーティストからヘッドライナーを」という想いから、SUMMER SONICとしては初の邦楽ヘッドライナーとしてB'zが出演した。
また、東日本のメインステージのMCは1回目からサッシャが皆勤賞で務めている。
関連するイベントとして、2004年・2005年は冬（2月ごろ）にサマーソニックのウィンターヴァージョン「冬フェス」ともいえる「Sonicmania」が開催された。また、同社が企画・制作するパンク・ロック主体の「PUNKSPRING」とR&Bやヒップ・ホップ主体の「SPRINGROOVE」が2006年4月から開催され、10月にはヘヴィメタル主体の「LOUD PARK」も開催された。

## 歴史
- 2000年 - クリエイティブマン・プロダクションが10周年を迎え、フェスティバル「SUMMER SONIC」を立ち上げ、山梨県富士吉田市の富士急ハイランド・サウンドコニファー229と、大阪府大阪市住之江区のWTCオープンエアスタジアムで行われた。
  - 富士急では収容人数が最大2万人でステージ作成場所の確保が問題化したため東日本は次回以降、富士急以外の会場で行うとの結論に至った[6]。
  - 新たな候補地は東京・神奈川・千葉・埼玉などで大きな施設や広場があるところとし、稲毛海浜公園やパシフィコ横浜などが挙がったが、運営者が調査中に立ち寄った千葉・幕張で幕張メッセと千葉マリンスタジアムを同時に使用する発想が浮かび、両方の施設に9月から交渉し翌年分の同じ日に両会場が確保できたことから年内に次年度の幕張開催が決定した[6]。
- 2001年 - 東日本の会場が千葉市の幕張メッセと千葉マリンスタジアムに移動した。西日本の会場は大阪市のWTCオープンエアスタジアムに、インテックス大阪が加えられた。東京・大阪ともにステージ数や会場スペースの規模が拡大され、大幅に出演者数が増えた。
- 2003年 - ブラーとレディオヘッドという2大UKバンドを迎えたこの年、初めてチケットが完売した。
- 2005年
  - 急遽ディープパープルがVERY SPECIAL GUESTとして出場が決まり、往年の名曲を披露して話題となった[7]。フェスにロック界の重鎮を迎え、新旧のバンドが出場する流れが始まった。
  - 開催前々日の8月11日に「SUMMER SONIC EVE」が名古屋市港区の名古屋港オープンエアパーク（現在の名古屋金城ふ頭アリーナがある場所に仮設されていた野外ステージ）で開催。出演アーティストはオアシス・カサビアン・ASIAN KUNG-FU GENERATIONの3組（アジカンはスケジュールの都合で出演できなくなったルースターに代わり出演）[8]。
  - 東京会場で運営スタッフ23人が下痢や腹痛を起こす事故が発生。スタッフの食べた弁当による集団食中毒症状と見られている。大阪会場では、近隣で行なわれていたアレグリアの公演のためにメインステージの音量が抑えられ問題となった。また会場周辺はオフィスビルやマンションの増加により、騒音の苦情が問題化した。
- 2006年 - 18万人の観客を動員した。出演アーティストの増加、様々なブースや企画も増え規模をさらに拡大させた。
  - メタリカがサマソニ史上最長の2時間20分に及ぶステージを敢行し、『メタル・マスター』発表20年を記念し、全収録曲を通しで再現するという伝説的なライブとなった[9]。
  - ミューズ (バンド)がマリンステージで出場、当時スタジアムコンサートを始めたばかりで、ボーカルのマシュー・ベラミーは少し緊張したと語っている[10]。
  - セカンドステージのトリをダフト・パンクが務める。この時は入場規制がかかるほどの大人気となった[11]。
- 2007年 - 20万人の観客を動員した。大阪公演は此花区の舞洲に会場を移して開催された。
- 2008年 - セックス・ピストルズメンバーが出演。メンバーが50代を迎え、再結成ツアーを終えた後の来日パフォーマンスが実現した。
- 2009年 - 10回目の開催を記念し、史上初めて3日間の開催となった。3日間での総アクト数は180組となり、サマソニ史上最多記録となった。東京会場のみソニック・ダンス両ステージが深夜もダンス・ミュージック中心の公演を続ける「ミッドナイトステージ」として開演。一方で、7日（金）東京ビーチステージに出演予定だったタヒチ80が荒天のために中止、8日（土）大阪スカイステージ出演予定のフェニックスが体調不良により、急遽キャンセルした。そんな中、雷雨の悪天候の中でナイン・インチ・ネイルズはライブを敢行、大トリとしては若手となるマイ・ケミカル・ロマンスに託した。
- 2010年 - 再び2日間の開催に戻った。スラッシュのゲストとして稲葉浩志（B'z）が飛び入り参加。大阪会場では、再結成を発表したDef Techもサプライズとして出演した。一方で、デッドマウスが出演をキャンセルし、東京の会場のみアタリ・ティーンエイジ・ライオットが代役を務めることになった。
- 2011年 - マリンステージにX JAPANが登場し当時話題となった。X JAPANはこれまで、フェスのような環境では公演してこなかったが、同バンドのファン以外もXジャンプ[注 1] をし、大トリのレッド・ホット・チリ・ペッパーズにバトンを渡した。6月1日にサマーソニック2011の開催に向けてサマソニ・サポーターズSHOPサマーソニック・ミュージアムが東京と大阪で期間限定でオープンした。ミュージアムでは過去の歴史を代表する貴重品や写真パネルの展示や、サマーソニック2011の主要アーティスト公式グッズなどを扱っている。また、「SONICMANIA」が復活し、以降サマーソニックの前日に行われている。
- 2013年 - 東京初日と大阪2日目にメタリカとリンキン・パークが、大阪初日と東京2日目にはミューズがヘッドライナーとして出演。一方、前日に舞洲アリーナでは「NANIWA SONIC」の開催が予定されていたが、ビーディ・アイの出演キャンセルにより中止となった。
- 2014年 - クイーン+アダム・ランバートがメインステージのヘッドライナーを務める（後にその模様がライブアルバムとして発売）。また東京公演のみクラフトワークがセカンドステージのトリを務めた。
- 2017年 - 8月26・27日、中国・上海での初開催となる「Summer Sonic Shanghai 2017」（上海国際音楽村）開催。ヘッドライナーはLUNA SEAとPlaceboであるといったん発表されたが、Placeboの渡航許可が下りなかったため、2日目はTravisに変更された。
- 2019年 - 20回目の開催を記念し、2009年同様3日間の開催となった。なお台風10号による影響で初日公演の東京会場BEACH STAGEが強風のため開催中止となった他、大阪会場の一部アーティストがステージ設営遅れのため出演中止となった。ヘッドライナーは、B'zが日本人アーティスト史上初のヘッドライナーとなるほか、レッド・ホット・チリ・ペッパーズとザ・チェインスモーカーズに決まった。
- 2020年 - 同年開催[注 2] の東京オリンピック・パラリンピックの会場として幕張メッセも使用することに加え、出演者のためのホテルや警備スタッフの確保も困難になることが予想されるため、休止となった[12]。
  - 新型コロナウイルス感染症拡大の影響を受け、「コンサート開催自粛が続く中、サマソニを応援してくださっている皆さまへのお返し」として、2020年6月18日〜21日の土日に、「SUMMER SONIC 2020 ARCHIVE FESTIVAL」として各アーティスト24時間限定配信のオンラインフェスを行った[13]。
  - 代替イベントとして9月19日〜21日に「SUPERSONIC（スーパーソニック）」を開催を発表[14]。企画立案後、新型コロナウイルスのパンデミックが起き、コロナ後を見据えた実験も兼ねて観客数を60%程度に抑えて開催する予定とした。しかし、8月11日にアーティストらの日本への入国規制の解除の見通しが立たないことなどから、2021年に開催を延期することが発表された[15]。
- 2021年 - 代替イベント「SUPERSONIC（スーパーソニック）」を9月18・19日に千葉・ZOZOマリンスタジアムと大阪・舞洲SONIC PARK（舞洲スポーツアイランド）で開催することが予定されていた。
  - 後に新型コロナウイルス対策による制約の中、2か所での公演が不可能であるという判断が行われ、8月30日に大阪公演の中止が発表された[16]。
  - 千葉公演について、千葉市の神谷俊一市長は延期するか規模を縮小するよう主催者側に求めた[17]。しかし、主催者は来場することに不安がある客へのチケット払い戻しには応じるものの、計画通りに開催する意向を示した[18][19]。そのため、千葉市は9月9日に本フェスの後援を取り消した[19]。
  - その後も一部の海外アーティストが開催直前に来日をキャンセルするトラブルがあったが、千葉公演自体は主催者による感染対策を徹底した上で予定通り実施された[20][21]。
- 2022年 - 8月20・21日「SUMMER SONIC 2022」並びに8月19～20日「SONICMANIA」として3年ぶりの開催[22]。
  - 新型コロナウイルス第7波感染拡大のさなかの開催となり、開催直前にYOASOBIなど複数のアーティストの感染による出演キャンセルや出演アーティスト変更、メンバー変更などが相次いだ[23]。
  - THE LIBERTINESやサカナクションも出演予定だったが、それぞれの理由によりキャンセルとなった[24][25]。
  - WOWOWオンデマンドの3つのチャンネルを使って、東京公演とSONICMANIAの全ステージの様子が独占ライブ配信された[26]。
  - コロナウイルス感染防止のためマスク着用の徹底や声出し不可などのガイドラインが運営側から示された上での開催だったが、一部の観客がそれに従わなかったほか、一部アーティストにもステージ上から声出しを煽るなどの言動があり、批判の声が上がった[27]。女性自身の取材によれば、主催のクリエイティブマンプロダクションはルールに抵触したONE OK ROCKの所属事務所に対して厳重注意を行った[28]。
- 2024年 - 大阪公演は関西万博開催準備に伴い会場を吹田市の日本万国博覧会記念公園に変更して開催予定[29]。また、タイ・バンコクでも開催される予定[30]。
  - 千葉公演は台風7号によるSONICMANIAへの影響が懸念されたが、予定通り開催された[31]。
  - また、8月18日夜に千葉公演のスタッフ31人が食中毒の症状があったとして、救急搬送された。千葉市消防局は全員が同じ種類の弁当を食していたと説明しており[32]、同市保健所は弁当の製造施設にて発生した黄色ブドウ球菌が原因であると発表した[33]。

## 出演者
| 年     | 千葉（初年度のみ山梨） | 大阪       | ヘッドライナー                     |
| 2000年 | 8月5日                 | 8月6日     | The Jon Spencer Blues Explosion    |
| 2000年 | 8月6日                 | 8月5日     | Green Day                          |
| 2001年 | 8月18日                | 8月19日    | Beck                               |
| 2001年 | 8月19日                | 8月18日    | Marilyn Manson                     |
| 2002年 | 8月17日                | 8月18日    | Guns N' Roses                      |
| 2002年 | 8月18日                | 8月17日    | The Offspring                      |
| 2003年 | 8月2日                 | 8月3日     | Blur                               |
| 2003年 | 8月3日                 | 8月2日     | Radiohead                          |
| 2004年 | 8月7日                 | 8月8日     | Green Day                          |
| 2004年 | 8月8日                 | 8月7日     | Beastie Boys                       |
| 2005年 | 8月13日                | 8月14日    | Nine Inch Nails                    |
| 2005年 | 8月14日                | 8月13日    | Oasis                              |
| 2006年 | 8月12日                | 8月13日    | Metallica                          |
| 2006年 | 8月13日                | 8月12日    | Linkin Park                        |
| 2007年 | 8月11日                | 8月12日    | Black Eyed Peas                    |
| 2007年 | 8月12日                | 8月11日    | Arctic Monkeys                     |
| 2008年 | 8月9日                 | 8月10日    | The Verve                          |
| 2008年 | 8月10日                | 8月9日     | Coldplay                           |
| 2009年 | 8月7日                 | 8月8日     | My Chemical Romance                |
| 2009年 | 8月8日                 | 8月9日     | Linkin Park                        |
| 2009年 | 8月9日                 | 8月7日     | Beyonce                            |
| 2010年 | 8月7日                 | 8月8日     | Jay-Z                              |
| 2010年 | 8月8日                 | 8月7日     | Stevie Wonder                      |
| 2011年 | 8月13日                | 8月14日    | The Strokes                        |
| 2011年 | 8月14日                | 8月13日    | Red Hot Chili Peppers              |
| 2012年 | 8月18日                | 8月19日    | Green Day                          |
| 2012年 | 8月19日                | 8月18日    | Rihanna                            |
| 2013年 | 8月10日                | 8月11日    | Metallica                          |
| 2013年 | 8月11日                | 8月10日    | Muse                               |
| 2014年 | 8月16日                | 8月17日    | Arctic Monkeys                     |
| 2014年 | 8月17日                | 8月16日    | Queen + Adam Lambert               |
| 2015年 | 8月15日                | 8月16日    | The Chemical Brothers              |
| 2015年 | 8月16日                | 8月15日    | Pharrel Williams                   |
| 2016年 | 8月20日                | 8月21日    | Underworld                         |
| 2016年 | 8月21日                | 8月20日    | Radiohead                          |
| 2017年 | 8月19日                | 8月20日    | Calvin Harris                      |
| 2017年 | 8月20日                | 8月19日    | Foo Fighters                       |
| 2018年 | 8月18日                | 8月19日    | Noel Gallagher's High Flying Birds |
| 2018年 | 8月19日                | 8月18日    | Beck                               |
| 2019年 | 8月16日                | 8月18日    | B'z                                |
| 2019年 | 8月17日                | 8月16日    | Red Hot Chili Peppers              |
| 2019年 | 8月18日                | 8月17日    | The Chainsmokers                   |
| 2021年 | 9月18日                | キャンセル | Zedd                               |
| 2021年 | 9月19日                | キャンセル | Steve Aoki                         |
| 2022年 | 8月20日                | 8月21日    | THE 1975                           |
| 2022年 | 8月21日                | 8月20日    | POST MALONE                        |
| 2023年 | 8月19日                | 8月20日    | BLUR                               |
| 2023年 | 8月20日                | 8月19日    | KENDRICK LAMAR                     |
| 2024年 | 8月17日                | 8月18日    | Maneskin                           |
| 2024年 | 8月18日                | 8月17日    | Bring Me The Horizon               |
| 2025年 | 8月16日                | 8月17日    | フォール・アウト・ボーイ           |
| 2025年 | 8月17日                | 8月16日    | アリシア・キーズ                   |
| ------ | ---------------------- | ---------- | ---------------------------------- |

## 問題点
2015年8月15日・16日に千葉と大阪で行われた際は、会場内で痴漢が多発していたとの情報がネット上で散見された。中には、具体的な被害の様子をTwitterでツイートを投稿する女性もいた上に、Facebookで被害を報告する女性も続出した。また、一部では盗難も発生しており、問題となっている。
痴漢被害の大半は最前列やモッシュの最中に発生するので、声を上げても周囲に気付いてもらえず、大量の人間が入り乱れるので、危険な環境であることは間違いないといえる。また、アウトドア系のファッションが目立つ山中開催のフェスなどよりも、薄着が多いとされる「都市型フェス」であるサマーソニックの方が痴漢被害が深刻といわれている。フェスにおける痴漢対策としては、「最前列などの密集ゾーンを避ける」といった自己防衛が挙げられる。
2016年の大阪会場では会場と最寄り駅を繋ぐシャトルバスを前年の2駅から1駅に削減した結果、バスが回りきらず1000人を超える帰宅困難者を出すトラブルが発生。市営バスが臨時便を出して対応を行い、それでも帰れなかった観客には主催者がタクシー代全額立て替えで対応を行った。
2019年の大阪会場は台風の影響で設営が遅れ、野外ステージに出演予定だった4組のアーティストが当日出演キャンセル、他のアーティストの出演時間も短縮された。